# Aulnay-la-Rivière

Aulnay-la-Rivière este o comună în departamentul Loiret din centrul Franței. În 1 ianuarie 2022 avea o populație de 505 de locuitori.